# Контактная группа по обороне Украины

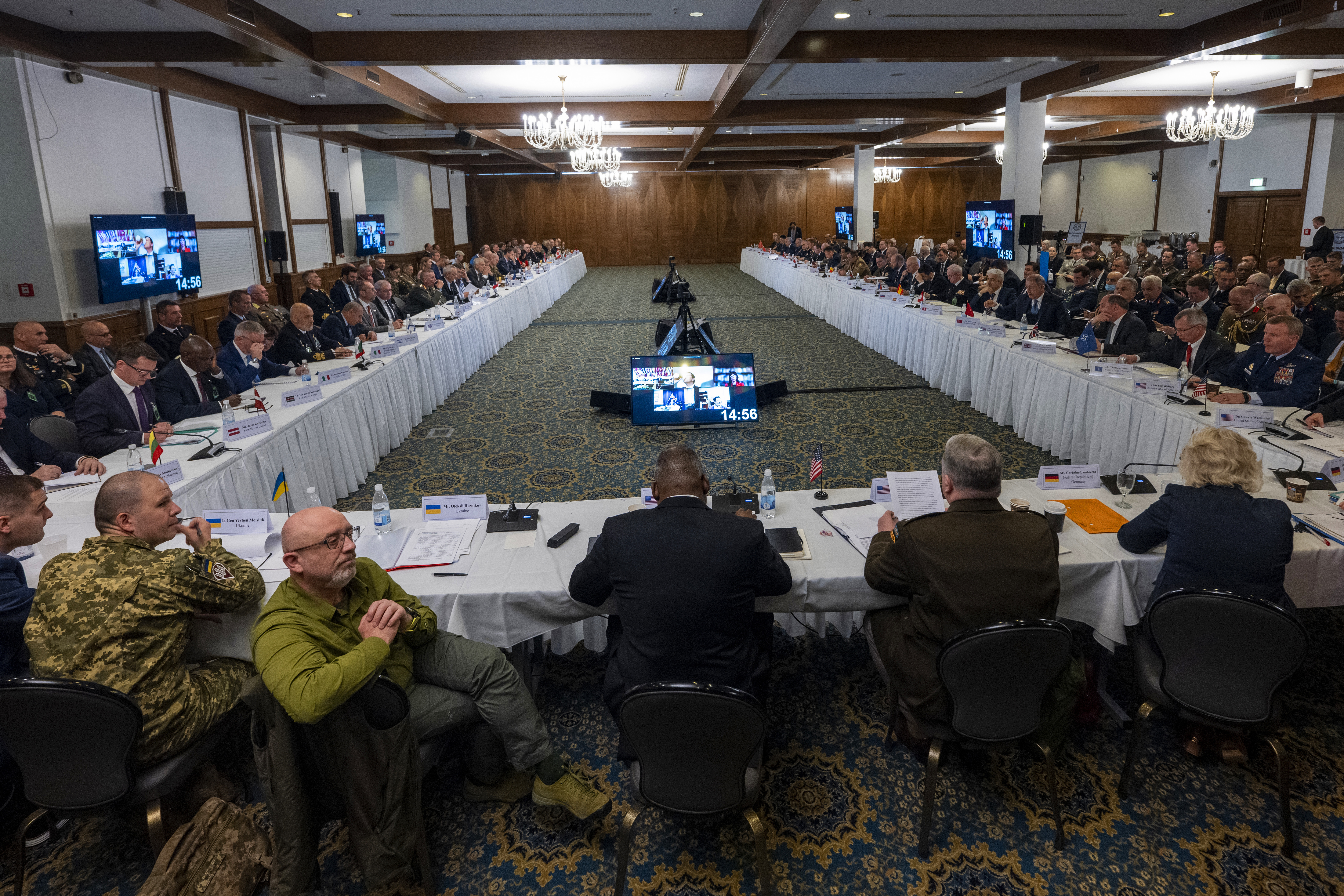
Встреча в Рамштайне 26 апреля 2022 года.

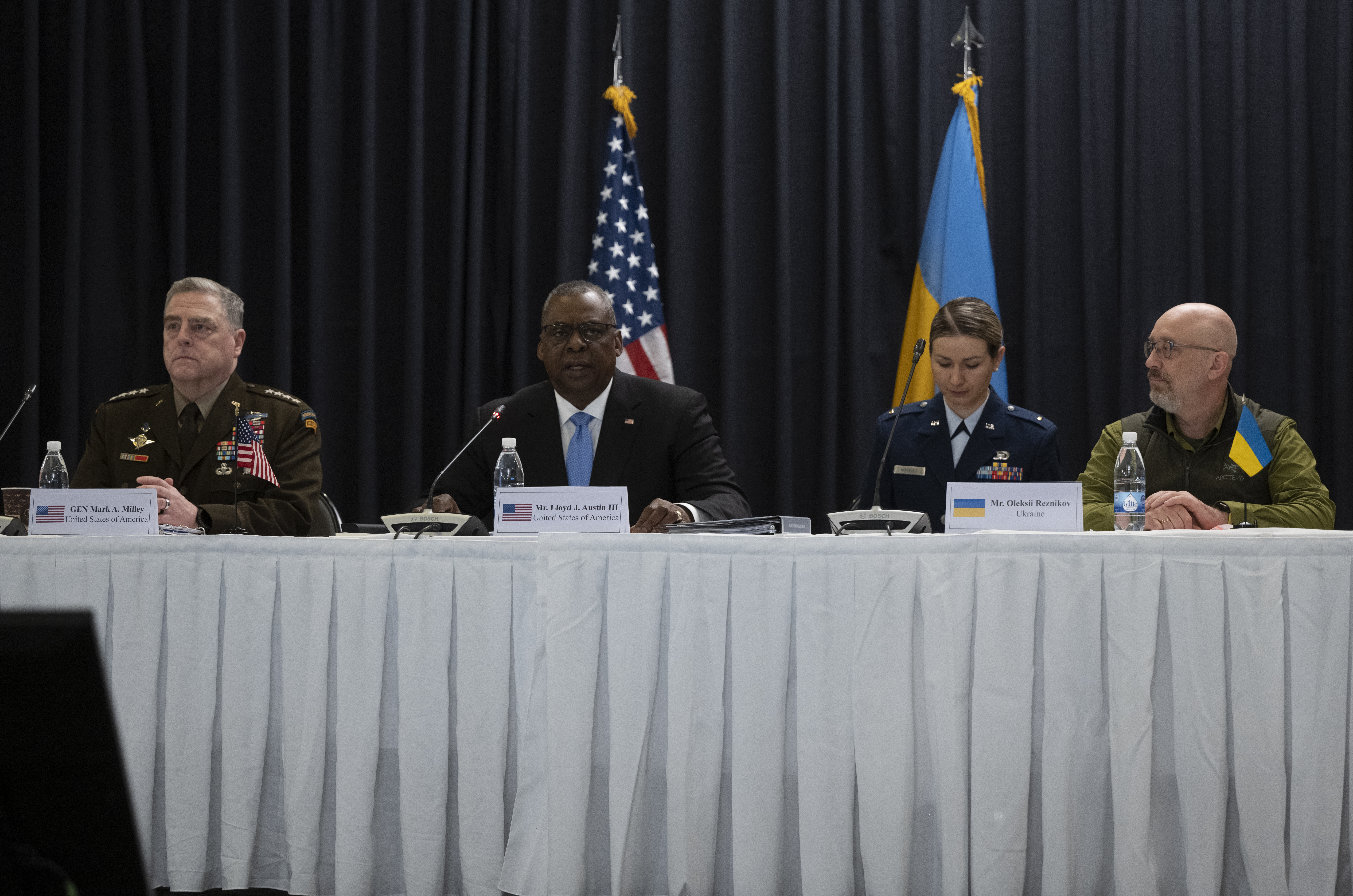
Президиум встречи 14.02.2023 (слева направо): Председатель Объединённого комитета начальников штабов (США) генерал Марк Милли, министр обороны США генерал Ллойд Остин, переводчица, министр обороны Украины львовский юрист Алексей Резников.

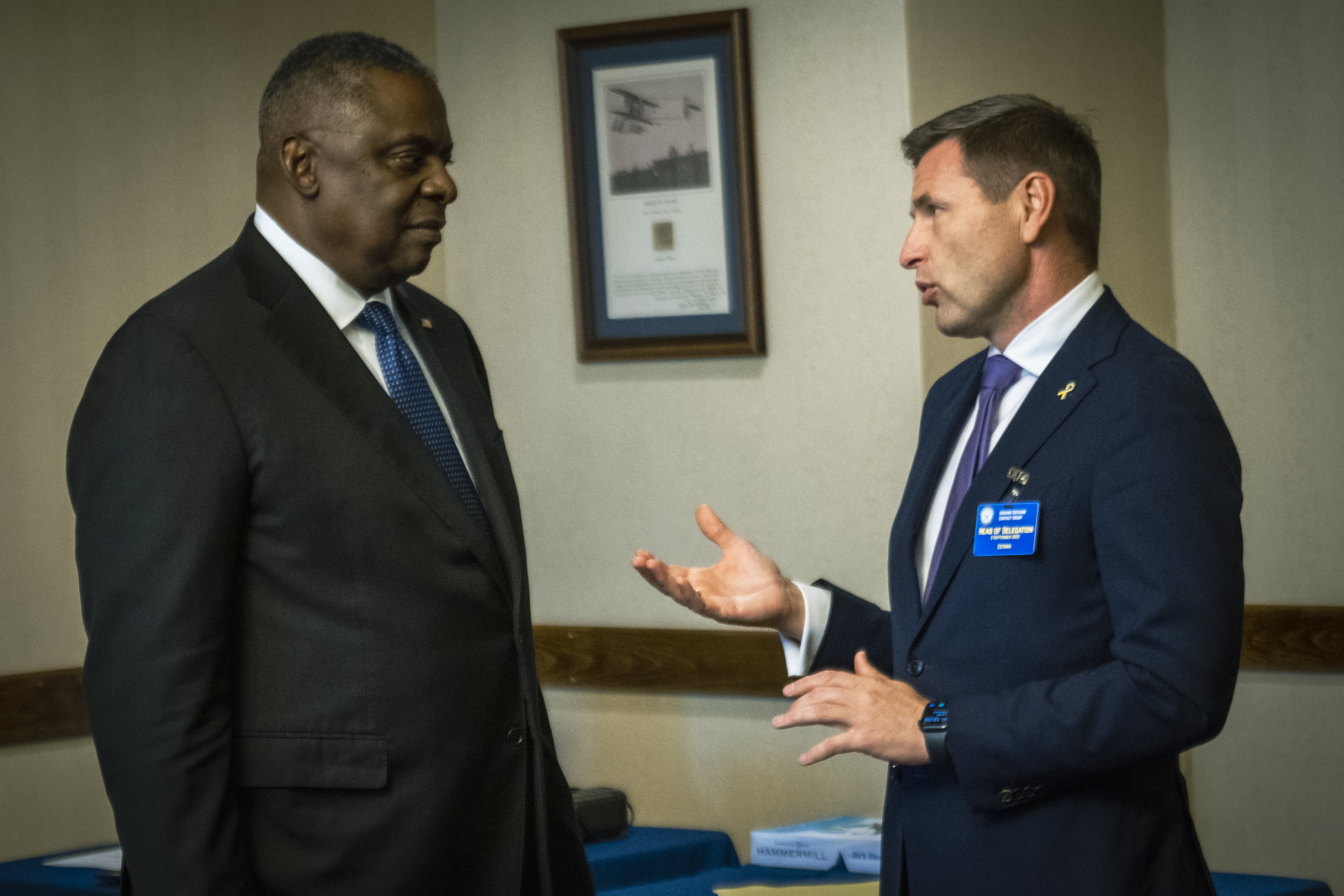
Министр обороны США генерал Ллойд Остин и Министр обороны Эстонии Ханно Певкур.

Контактная группа по обороне Украины (англ. Ukraine Defense Contact Group), также известная как «формат „Рамштайн“» — международная коалиция, участники которой оказывают военную помощь Украине в отражении российского вторжения с 2022 года. В работе группы участвуют более 50 стран — все страны блока НАТО, большинство государств ЕС и союзники из Африки и Азии. Своё неформальное название «Рамштайн» контактная группа и её ежемесячные встречи получили от одноимённой авиабазы в Германии, где 26 апреля 2022 года прошла первая встреча, посвящённая военной помощи Украине.
В рамках формата «Рамштайн» высокопоставленные представители военных ведомств разных стран обсуждают ход российского вторжения в Украину, анализируют украинские военные возможности, координируют военную помощь, вырабатывают планы защиты Украины в период войны и обеспечения её безопасности в будущем. Встречи контактной группы сыграли большую роль в снятии ограничений на поставки ведущими странами Запада современного вооружения Украине.

## Участники
На встречах были представлены военные министерства и штабы более 50 стран, в том числе и не входящие в НАТО. Так, например, участвовали все страны, входящие в НАТО и/или Европейский Союз. Представители некоторых стран, включая Израиль и Катар, присутствовали на встречах, но не значились в официальном списке участников. По данным Washington Post, включение стран, не входящих в НАТО, таких как Япония, Кения и Тунис, было «частью усилий по оказанию существенной и символической поддержки Украине за пределами Европы и альянса». Среди других участников, не входящих в НАТО и ЕС, были Австралия, Иордания, Либерия, Марокко, Новая Зеландия и Южная Корея.

## Встречи в формате «Рамштайн»
|   | Дата            | Место              |
| - | --------------- | ------------------ |
| 1 | 26 апреля 2022  | Авиабаза Рамштайн  |
| 2 | 23 мая 2022     | Онлайн             |
| 3 | 15 июня 2022    | Штаб-квартира НАТО |
| 4 | 20 июля 2022    | Онлайн             |
| 5 | 8 сентября 2022 | Авиабаза Рамштайн  |
| 6 | 12 октября 2022 | Штаб-квартира НАТО |
| 7 | 16 ноября 2022  | Онлайн             |
| 8 | 20 января 2023  | Авиабаза Рамштайн  |
| 9 | 14 февраля 2023 | Штаб-квартира НАТО |

### 2022

#### 26 апреля
Первая встреча, положившая начало работе Контактной группы по обороне Украины, состоялась 26 апреля 2022 года на американской авиабазе «Рамштайн» по инициативе министра обороны США Ллойда Остина. К этому времени российские планы быстрой военной победы провалились, но Россия оккупировала территории в 4 областях Украины — и планировала продолжать агрессию с целью захвата всей страны.
Мероприятие было организовано менее чем за неделю. На ней лично присутствовали делегаты от 41 страны, представители Южной Кореи присоединились по видеосвязи. Генеральный секретарь НАТО Йенс Столтенберг не смог посетить мероприятие из-за болезни. В ходе первого заседания контактной группы Германия объявила о передаче Украине 50 ЗСУ Gepard, Канада — 8 БТР, Великобритания — средства ПВО. Другие поставки, о которых уже было известно к моменту встречи — САУ CAESAR из Франции, почти 5000 ПТРК NLAW, Javelin и Starstreak из Великобрпитании, высокоточные управляемые активно-реактивные снаряды M982 Excalibur для артиллерии калибром 155 мм.
Встреча на авиабазе Рамштайн стала переломным моментом в обсуждении военной помощи Украине: была сформирована международная коалиция стран, намеренных поддерживать её так долго, как это потребуется. Встречи контактной группы было решено проводить ежемесячно для обсуждения хода войны и координации поставок тех видов вооружения, которые помогут Украине отразить российскую агрессию.

#### 23 мая
Второе заседание Контактной группы по обороне Украины прошло в онлайн-формате 23 мая 2022 года. К коалиции примкнули ещё 5 стран: Австрия, Босния и Герцеговина, Ирландия, Колумбия и Республика Косово. В ходе встречи Дания анонсировала поставки противокорабельных ракет Harpoon; Италия, Греция, Норвегия и Польша — артиллерии и снарядов. В ходе «Рамштайна-2» о новых поставках объявили 20 стран. Министр обороны США Ллойд Остин отдельно отметил значительный вклад Чехии, которая направила в Украину боевые вертолёты, танки и ракетные системы.

#### 15 июня
Третья встреча контактной группы состоялась 15 июня 2022 года в штаб-квартире НАТО в Брюсселе. Всего в заседании участвовало около 50 стран, к которым впервые присоединились Грузия и Молдова. В ходе встречи стороны согласовали новые поставки ствольной артиллерии и снарядов, систем береговой обороны Harpoon, систем MLRS и ракет для них из Германии и США, вертолётов семейства МИ из Словакии и т. д. Отдельное внимание было уделено ствольной артиллерии: участники «Рамштайна-3» пообещали Украине 300—400 единиц. Озвученный США пакет военной помощи также включал тысячи защищённых раций, ПНВ, тепловизоров и оптических прицелов.

#### 20 июля
20 июля 2022 года участники Контактной группы встретились в онлайн-формате. В ходе выступления Марк Милли отметил, что украинские военные смогли эффективно использовать переданное союзниками современное оружие на Донбассе, а поставки противокорабельных ракет помогли усилить оборону страны с моря, вернуть остров Змеиный, обезопасить Одессу от российского десанта.
Милли подчеркнул важность кооперации: одни страны помогают в подготовке украинских военных, другие — предоставляют запчасти или помогают в обслуживании военной техники. Он отдельно отметил вклад Польши, которая занимает центральную роль в организации военных поставок, передаёт свою военную технику и адаптирует производство под задачи военной помощи.
В свою очередь, министр обороны Украины Алексей Резников обозначил приоритеты Украины на этом этапе конфликта: разблокирование черноморских портов, ремонт иностранной техники и внедрение «натовской» логистической системы LOGFAS (англ. Logistics Functional Area Services).

#### 8 сентября
В августе 2022 года Контактная группа по обороне Украины не собиралась. Встреча 8 сентября вновь прошла на авиабазе Рамштайн на фоне продолжения контрнаступления ВСУ в Херсонской и Харьковской областях. Одной из главных тем стала ситуация вокруг Запорожской АЭС.
Генсек НАТО Йенс Столтенберг отметил, что российское вторжение перешло в фазу войны на истощение, и призвал союзников продолжать военную поддержку Украины. В ходе обсуждений Украина запросила у партнёров зимнее снаряжение для своей армии, которая с зимы 2021—2022 года выросла втрое. Германия пообещала помочь с поставками генераторов и палаток для солдат. Также Германия и Дания вызвались профинансировать обучение украинских военных обнаружению и обезвреживанию российских мин, в том числе мин-ловушек.

#### 12 октября
Встреча 12 октября прошла в штаб-квартире НАТО в Брюсселе. Одной из главных тем стали российские удары по украинской энергосистеме. В ходе выступления, предваряющего заседание, генсек НАТО Йенс Столтенберг подтвердил, что приоритетом Контактной группы станет усиление противовоздушной обороны Украины. Также в ходе встречи было отмечено, что военная помощь стран коалиции примерно наполовину покрыла потребности Украины.
В рамках «Рамштайна-6» были анонсированы поставки систем NASAMS из США и установок Crotale из Франции, поставки 16 САУ Zuzana из Германии, Дании и Норвегии, немецких установок PzH 2000 и РСЗО MARS II, французских LRU MLRS (модернизированная M270). Кроме техники в планы поставок вошли боеприпасы, дроны, средства спутниковой связи, зимняя униформа и боеприпасы.

#### 16 ноября
16 ноября участники Контактной группы по обороне Украины встретились в онлайн-формате. Участники заседания вновь обсуждали российские атаки на критическую гражданскую инфраструктуру на фоне замершей линии фронта и ожидания новой волны мобилизации и российского наступления весной 2023 года. Были анонсированы поставки MIM-23 Hawk из Испании, других средств ПВО из Швеции и Польши, артиллерии и другого вооружения, а также боеприпасов, зимней униформы, средств связи и т. д.

### 2023

#### 20 января

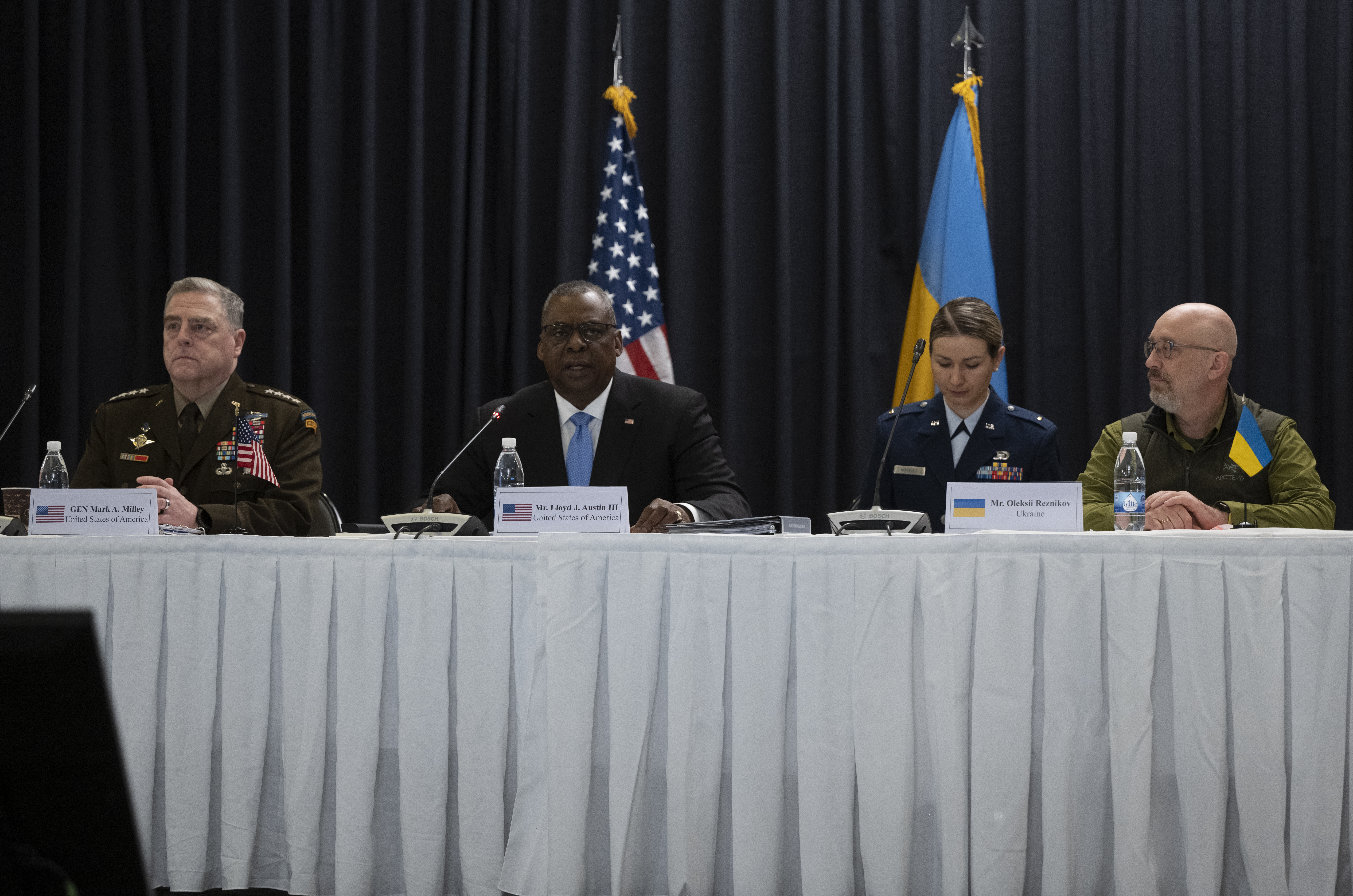
Встреча в Рамштайне 20 января 2023 года.

Первая в 2023 году встреча Контактной группы по обороне Украины состоялась 20 января на авиабазе Рамштайн в Германии. О большинстве поставок, которые обсуждались на восьмом «Рамштайне», было известно заранее: страны коалиции согласились направить Украине вооружение, которое та запрашивала для освобождения своих территорий: бронемашины Marder, Bradley и Stryker, колёсные танки AMX-10RC, военные внедорожники Humvee, технику для преодоления противотанковых укреплений и пр. Великобритания первой среди западных стран согласилась направить в Украину современные основные боевые танки Challenger 2. По словам министра обороны Украины Алексея Резникова, о некоторых пакетах военной помощи было объявлено за закрытыми дверями.
В ходе встречи Владимир Зеленский очертил потребности Украины на этом этапе войны: танки, истребители и ракеты большой дальности. 24 января The Wall Street Journal сообщил о готовности властей США предоставить Украине танки M1 Abrams, а Der Spiegel — о решении Олафа Шольца одобрить передачу Украине по меньшей мере одной роты танков Leopard 2A6. 26 января к поставкам Leopard 2 подключилась Канада. Дополнительно в первых числах февраля Германия одобрила поставку Украине до 178 танков Leopard 1 в дополнение к более современным Leopard 2. Также 3 февраля США пообещали поставить Украине GLSDB (англ. Ground Launched Small Diameter Bomb) — высокоточного оружия на базе управляемой бомбы GBU-39, которое совместимо с установками HIMARS и способно поражать цели на расстоянии до 150 км (например, в Крыму).

#### 14 февраля
Одной из ключевых тем встречи 14 февраля 2023 года стали поставки боеприпасов, которые активно расходуются в ходе боёв в восточной Украине. Министр обороны Германии Борис Писториус подчеркнул, что немецкие власти подписали с Rheinmetall контракт на производство боеприпасов для отправленных в Украину ЗСУ Gepard: Бундесвер прекратил эксплуатацию этого оружия в 2010 году, из-за чего поиск снарядов для них стал проблемой.

### 2024

#### 10 — 13 октября
Изначально ожидалось, что участие в саммите примут около 20 руководителей государств, а Владимир Зеленский представит свой «план победы». Однако после того, как стало известно, что на нее не приедет президент США Джо Байден из-за урагана «Милтон», встречу Контактной группы по обороне Украины отменили. Ранее украинская страна сообщила о переносе второго «саммита мира» на более поздний срок.